# Гимнастка
«Гимнастка» (англ. The gymnast) — американская мелодрама 2006 года режиссёра и сценариста Неда Фара.

## Сюжет
Бывшая гимнастка Джейн получает второй шанс на успех. Покинув спорт из-за травмы, Джейн работает массажисткой. От старой знакомой она получает приглашение участвовать в гимнастическом представлении, которое хотят поставить в Лас-Вегасе. Её партнершей по номеру становится Серена. Эффектный номер, который они готовят к показу, требует от них больших сил. Тесно общаясь с Сереной в ходе тренировок, Джейн неожиданно влюбляется в неё. Переживая сложный период отношений с мужем, она встает перед выбором. Ей страшно уйти от него, признавшись в том, что она полюбила женщину.

## В ролях
| В ролях     |  | Персонаж |
| ----------- |  | -------- |
| Дрейя Вебер |  | Джейн    |
| Эдди Юнгми  |  | Серена   |

## Награды
| Награды                                                                | Награды | Награды                                      | Награды                                                                        | Награды                 |
| ---------------------------------------------------------------------- | ------- | -------------------------------------------- | ------------------------------------------------------------------------------ | ----------------------- |
| Фестиваль / Премия                                                     | Год     | Награда                                      | Категория                                                                      | Победитель              |
| Cleveland International Film Festival                                  | 2007    | Best American Independent Feature Film       |                                                                                | Нед Фар                 |
| Dallas OUT TAKES                                                       | 2007    | Приз зрительских симпатий Лучшая актриса     |                                                                                | «Гимнастка» Дрейя Вебер |
| Durango Film Festival                                                  | 2007    | Kodak Shot on Film Award                     |                                                                                | Нед Фар                 |
| Fort Worth Gay and Lesbian International Film Festival                 | 2007    | Q Award                                      | Best Overall Feature                                                           | Нед Фар                 |
| Кинофестиваль «Аутфест»                                                | 2006    | Приз зрительских симпатий Приз большого жюри | HBO Outstanding First Narrative Feature Outstanding American Narrative Feature | Нед Фар                 |
| Mount Shasta International Film Festival                               | 2007    | Приз жюри                                    | Best Feature                                                                   | Дрейя Вебер             |
| New York Lesbian and Gay Film Festival                                 | 2006    | Лучший художественный фильм                  |                                                                                | Нед Фар                 |
| Philadelphia International Gay & Lesbian Film Festival                 | 2006    | Приз зрительских симпатий                    | First Feature                                                                  | Нед Фар                 |
| Кинофестиваль «Фреймлайн»                                              | 2006    | Приз зрительских симпатий                    | Best Feature                                                                   | Нед Фар                 |
| Santa Fe Film Festival\|Santa Fe Film Festival\|Santa Fe Film Festival | 2006    | Приз зрительских симпатий                    |                                                                                | Нед Фар                 |
| ЛГБТ-кинофестиваль в Сиэтле                                            | 2006    | Honorable Mention                            | Best New Director                                                              | Нед Фар                 |
| St. Louis International Film Festival                                  | 2007    | LGBT Award                                   |                                                                                | Нед Фар                 |
| Tampa International Gay and Lesbian Film Festival                      | 2007    | Приз зрительских симпатий                    | Лучшая актриса Лучший сценарий                                                 | Дрейя Вебер Нед Фар     |